# Ismael Ruiz
Ismael Ruiz Salmón, meglio noto solo come Ismael (Santander, 7 febbraio 1977), è un ex calciatore spagnolo, di ruolo centrocampista.

## Carriera

### Nazionale
Ha partecipato ai Mondiali Under-20 del 2007, agli Europei Under-21 del 2000 (in cui la sua nazionale ha conquistato un terzo posto) ed ai Giochi Olimpici del 2000, in cui ha vinto la medaglia d'argento.

## Palmarès

### Nazionale
- Argento olimpico: 1

Sydney 2000